# Campeonato Samarinês de futebol de 2009-10
O campeonato de Sam Marino de futebol de 2007-08 foi a 35ª edição desta competição. São quinze equipes participantes só uma divisão em dois grupos e, ao termino do estágio regular, as melhores três equipes dos dois grupos passarão aos play-off. A vitoria no campeonato garante um accesso ao turno preliminare da Liga dos Campeões da UEFA.

## Grupo A
|  |    | Classifica 2009-10 | Pt | G  | V  | N | P  | GF | GS | DR  |
|  | -- | ------------------ | -- | -- | -- | - | -- | -- | -- | --- |
|  | 1. | Cosmos             | 38 | 21 | 11 | 5 | 5  | 32 | 24 | +8  |
|  | 2. | Domagnano          | 37 | 21 | 10 | 7 | 4  | 32 | 21 | +11 |
|  | 3. | Juvenes/Dogana     | 36 | 21 | 10 | 6 | 5  | 34 | 20 | +14 |
|  | 4. | Murata             | 33 | 21 | 9  | 6 | 6  | 35 | 21 | +14 |
|  | 5. | La Fiorita         | 32 | 21 | 8  | 8 | 5  | 33 | 30 | +3  |
|  | 6. | Virtus             | 26 | 21 | 7  | 5 | 9  | 27 | 29 | -2  |
|  | 7. | Cailungo           | 9  | 21 | 2  | 3 | 16 | 12 | 43 | -31 |
|  | 8. | San Giovanni       | 8  | 21 | 1  | 5 | 15 | 18 | 58 | -32 |

## Grupo B
|  |    | Classifica 2009-10 | Pt | G  | V  | N  | P  | GF | GS | DR  |
|  | -- | ------------------ | -- | -- | -- | -- | -- | -- | -- | --- |
|  | 1. | Tre Penne          | 48 | 20 | 15 | 3  | 2  | 55 | 22 | +33 |
|  | 2. | Faetano            | 40 | 20 | 12 | 4  | 4  | 41 | 20 | +21 |
|  | 3. | Tre Fiori          | 38 | 20 | 11 | 5  | 4  | 26 | 14 | +12 |
|  | 4. | Pennarossa         | 34 | 20 | 9  | 7  | 4  | 30 | 25 | +5  |
|  | 5. | Libertas           | 19 | 20 | 3  | 10 | 7  | 22 | 29 | -7  |
|  | 6. | Fiorentino         | 13 | 20 | 4  | 1  | 15 | 17 | 45 | -28 |
|  | 7. | Folgore/Falciano   | 11 | 20 | 2  | 4  | 13 | 21 | 42 | -21 |

## Play-off
Nos play-off se classificão os primeiros tres times de cada grupo.

### Primeiro Turno
Se enfrentão o segundo e o terceiro classificados dos dois grupos
(1) Domagnano-Tre Fiori 0-2 
(2) Faetano-Juvenes Dogana 2-0

### Segundo Turno
Se enfretam os perdedores do primeiro turno; e o perdedor será eliminado e o vencedor vai ao 3° tuno
(3) Domagnano-Juvenes/Dogana 4-2 
Se enfrentão os vencedores do primeiro turno; e o vencedor passa para o 4° turno e o perdedor ao 3° turno
(4) Tre Fiori-Faetano 0-0 rig.: 0-3

### Terceiro Turno
Se enfrentão os times que tenha perdido ao menos uma partida no play-off; o perdedor vem a ser eliminado
(5) Tre Fiori-Domagnano 3-0  
Se Enfrentão os primeiros classificados dos dois grupos
(6) Cosmos-Tre Penne 0-3 dts

### Quarto Turno
Se enfretão os times que tenham perdido ao menos uma partida do play-off; o perdedor é eliminado, e o vencendor vai a semifinal.
(7) Tre Fiori-Cosmos 1-0
Se enfretão as unicas equipes que continuam invictas durante o play-off; quem vence passa a final, quem vai perde a semifinal.
(8) Tre Penne-Faetano 1-0

### SemiFinal
(9) Tre Fiori-Faetano 2-1

### Final
O vencedor se classifica para o primeiro turno de classificação da Liga dos Campeões da UEFA de 2010-11, mesmo o segunndo classificado se classificará para o segundo turno de classificação da Liga Europa da UEFA de 2010-11.
(10) Tre Penne-Tre Fiori 1-2

## Vencedor
| Campeonato sammarinese de 2009-10 |
| --------------------------------- |
|                                   |
| Tre Fiori (6° título)             |